# Эрса (спутник)
Эрса — маленький внешний спутник Юпитера.

## История открытия
Эрса была открыта Скоттом Шеппардом. Сообщение об открытии сделано 17 июля 2018 года. При открытии она получила временное обозначение S/2018 J 1.
25 сентября 2018 года открытие было признано МАС и спутник получил постоянный номер Jupiter LXXI, но так и остался безымянным. В феврале 2019 года первооткрыватели организовали в Твиттере сбор предложений по наименованию открытых ими спутников.
20 августа 2019 года спутнику было присвоено название Эрса. Эрса (Герса) — дочь Селены и Зевса, богини росы из древнегреческой мифологии. Это уже второй спутник Юпитера, названный в честь неё, другой — Герсе.

## Орбита
Эрса совершает полный оборот вокруг Юпитера на расстоянии в среднем 11,483 млн км за 252 дня. Орбита имеет эксцентриситет 0,094.

## Физические характеристики
Диаметр Эрсы составляет около 3 км. Предполагается, что внешние спутники состоят в основном из силикатных пород, поэтому его плотность можно оценить в 2,6 г/см³.